# IC 5323
IC 5323 је спирална галаксија у сазвјежђу Тукан која се налази на листи објеката дубоког неба у Индекс каталогу.
Деклинација објекта је - 67° 48' 55" а ректасцензија 23h 27m 37,1s. Привидна величина (магнитуда) објекта IC 5323 износи 13,1 а фотографска магнитуда 14,0. IC 5323 је још познат и под ознакама ESO 77-19, AM 2325-680, PGC 71489.